# Seungmin
Kim Seung-min (hangul: 김승민; hanja: 金昇玟; rr: Kim Seung-min; MR: Gim Sŭngmin; nascido em 22 de setembro de 2000) mais conhecido como Seungmin, é um cantor e compositor sul-coreano. Ele é integrante do grupo masculino sul-coreano Stray Kids.

## Infância e educação
Kim Seung-min nasceu em 22 de setembro de 2000, em Seul, Coreia do Sul. Em entrevista ao Xsport News, Kim expressou que inicialmente sonhava em se tornar um jogador de beisebol, tendo jogado beisebol como arremessador destro quando era jovem. Kim se formou na Chungdam High School em 14 de fevereiro de 2019. Em 23 de fevereiro de 2017, Kim ganhou o segundo lugar na 13ª audição aberta da JYP Entertainment e foi aceito como trainee da empresa.

## Carreira

### 2017–presente: Debut com Stray Kids e empreendimentos solo
Em 2017, ele apareceu no programa de sobrevivência da JYP chamado Stray Kids, um programa que lhe permitiu estrear como membro do Stray Kids.
Seungmin debutou oficialmente com Stray Kids em 25 de março de 2018, através do showcase de debut do grupo, Stray Kids Unveil (Op. 01: I Am Not), na Jangchung Arena. No dia seguinte, ele, com o Stray Kids, lançaram um EP intitulado "I Am Not" e o single principal "District 9", que eles apresentaram durante o showcase de debut.  Neste álbum, ele também participou da composição da letra da música "Mixtape #1".
Em 24 de julho de 2018, Seungmin foi selecionado como MC regular do After School Club com Jamie e Han Hee-jun. De 12 de julho a 11 de outubro de 2019, ele foi o MC do programa de variedades We K-Pop com Kim Shin-young, Nichkhun do 2PM e Inseong do SF9.
Em 25 de março de 2021, "Piece of a Puzzle" (uma música com o colega do Stray Kids, Changbin), que ele mesmo escreveu para comemorar o terceiro aniversário de estreia do Stray Kids, foi lançado. A música foi posteriormente incluída como faixa do álbum SKZ-Replay em dezembro de 2022.
Em 10 de outubro de 2021, Kim lançou sua primeira trilha sonora original "Here Always" para o drama sul-coreano Hometown Cha-Cha-Cha. A música estreou na posição #13 na edição do Circle Download Chart datada de 10 a 16 de outubro. Em 19 de outubro de 2022, Kim lançou sua segunda trilha sonora original "Close to You" para Love in Contract. A música estreou na posição #154 na edição do Circle Download Chart de 16 a 22 de outubro.

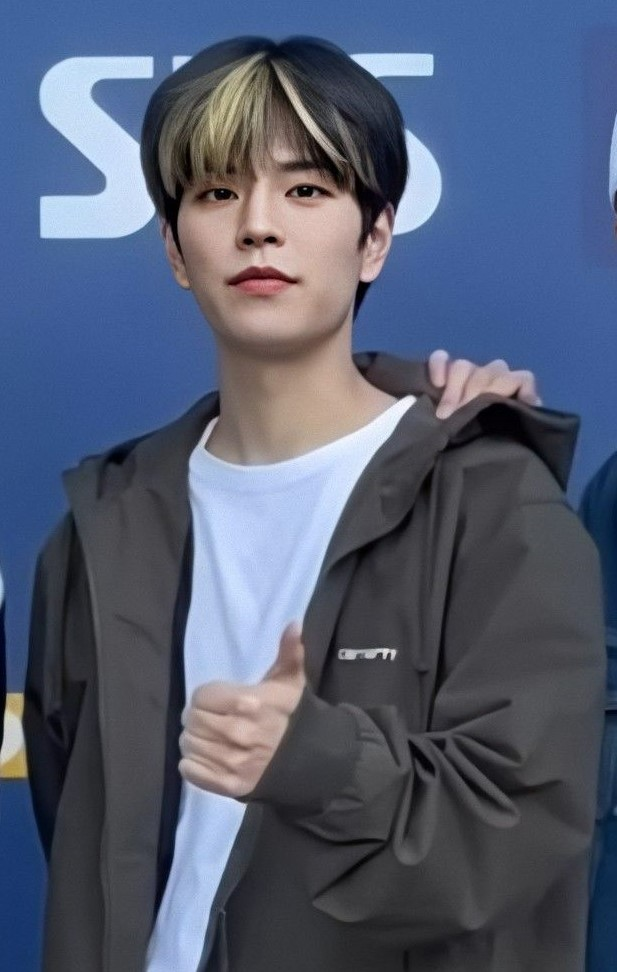
Seungmin em 2022

Em 21 de dezembro de 2022, sua música solo "Stars and Raindrops" foi lançada e incluída como parte do álbum de compilação SKZ-Replay.
Em 13 de agosto de 2023, Seungmin lançou "Hold On" no YouTube para o projeto SKZ-Record.
Em 7 de março de 2024, o The Midnight Studio original da Genie TV anunciou que Seungmin participaria da trilha sonora original do drama. O título OST do drama "Destiny" foi revelado e lançado mais tarde em 9 de abril de 2024. "Destiny" estreou na posição #103 na edição do Circle Download Chart datada de 7 a 13 de abril. Em 15 de março de 2024, Kim lançou uma trilha sonora original "Phobia" para web novel e webtoon intitulado I'm the Queen in this Life. O OST estreou na posição #160 na edição do Circle Download Chart datada de 10 a 16 de março. Em 18 de março de 2024, Seungmin foi selecionado como o primeiro arremesso para um jogo especial entre o Team Korea e os LA Dodgers como parte do MLB World Tour Seoul Series 2024, na Coupang Play.

## Outros empreendimentos

### Endosso
Em 2023, Seungmin se tornou o endossante da Coach Japan e a capa da Nylon Japan x Coach para sua campanha de férias de 2023.

### Moda
Em 1º de março de 2024, Seungmin participou do Loewe Fall Winter 2024 Women's Show realizado em Paris com jeans combinados com uma camisa verde brilhante. Em maio de 2024, ele fez sua estreia no Met Gala com Stray Kids como convidado de Tommy Hilfiger.

## Discografia

### Músicas
| Título                                                                                   | Ano  | Posições nas paradas | Posições nas paradas | Álbum            |
| Título                                                                                   | Ano  | KOR                  | US World             | Álbum            |
| ---------------------------------------------------------------------------------------- | ---- | -------------------- | -------------------- | ---------------- |
| "My Universe" (with I.N)                                                                 | 2019 | —                    | 21                   | In Life          |
| "Piece of a Puzzle" (조각) (with Changbin)                                               | 2021 | —                    | —                    | SKZ-Replay       |
| "Up All Night" (오늘 밤 나는 불을 켜) (with Bang Chan, Changbin, and Felix)              | 2021 | —                    | —                    | SKZ-Replay       |
| "Gone Away" (with Han and I.N)                                                           | 2021 | —                    | —                    | Noeasy           |
| "Waiting For Us" (with Bang Chan, Lee Know, and I.N)                                     | 2022 | —                    | —                    | Oddinary         |
| "Can't Stop" (나 너 좋아하나봐) (with I.N)                                               | 2022 | —                    | —                    | Maxident         |
| "Stars and Raindrops" (내려요)                                                           | 2022 | —                    | —                    | SKZ-Replay       |
| "Snain" (비바람) (with Changbin and Felix)                                               | 2023 | —                    | —                    | Non-album single |
| "Hold On"                                                                                | 2023 | —                    | —                    | Non-album single |
| "Perfume"                                                                                | 2023 | —                    | —                    | Unreleased       |
| "—" denota uma gravação que não entrou nas paradas ou não foi lançada naquele território |      |                      |                      |                  |

### Aparições em trilha sonora
| Título                                                                                   | Ano  | Posições nos charts | Posições nos charts | Posições nos charts | Álbum                                 |
| Título                                                                                   | Ano  | KOR                 | HUN                 | US World            | Álbum                                 |
| ---------------------------------------------------------------------------------------- | ---- | ------------------- | ------------------- | ------------------- | ------------------------------------- |
| "Here Always"                                                                            | 2021 | 125                 | 8                   | 8                   | Hometown Cha-Cha-Cha OST Part.7       |
| "Close to You"                                                                           | 2022 | —                   | —                   | —                   | Love in Contract OST Part.3           |
| "Phobia"                                                                                 | 2024 | —                   | —                   | —                   | I'm the Queen in This Life OST Part.2 |
| "Destiny" (우리 만남은 우연이었을까요)                                                   | 2024 | —                   | —                   | —                   | The Midnight Studio OST Part.5        |
| "—" denota uma gravação que não entrou nas paradas ou não foi lançada naquele território |      |                     |                     |                     |                                       |

### Créditos de composição
Todos os créditos das músicas são adaptados de KOMCA, salvo indicação em contrário.
| Ano  | Título da música                               | Artista                            | Álbum            | Letrista | Letrista                                                             | Música  | Música                                                               |
| Ano  | Título da música                               | Artista                            | Álbum            | Crédito  | Com                                                                  | Crédito | Com                                                                  |
| ---- | ---------------------------------------------- | ---------------------------------- | ---------------- | -------- | -------------------------------------------------------------------- | ------- | -------------------------------------------------------------------- |
| 2018 | "4419"                                         | Stray Kids                         | Mixtape          | Yes      | Bang Chan, Changbin, Han Ji-sung, Hyunjin                            |         |                                                                      |
| 2018 | "Mixtape #1"                                   | Stray Kids                         | I Am Not         | Yes      | Bang Chan, Changbin, Han, Hyunjin, Lee Know, Kim Woo-jin, I.N, Felix |         |                                                                      |
| 2018 | "Mixtape #2"                                   | Stray Kids                         | I Am Who         | Yes      | Bang Chan, Changbin, Han, Hyunjin, Lee Know, Kim Woo-jin, I.N, Felix | Yes     | Bang Chan, Changbin, Han, Hyunjin, Lee Know, Kim Woo-jin, I.N, Felix |
| 2018 | "Mixtape #3"                                   | Stray Kids                         | I Am You         | Yes      | Bang Chan, Changbin, Han, Hyunjin, Lee Know, Kim Woo-jin, I.N, Felix | Yes     | Bang Chan, Changbin, Han, Hyunjin, Lee Know, Kim Woo-jin, I.N, Felix |
| 2018 | "Mixtape #4"                                   | Stray Kids                         | Clé 1: Miroh     | Yes      | Bang Chan, Changbin, Han, Hyunjin, Lee Know, Kim Woo-jin, I.N, Felix | Yes     | Bang Chan, Changbin, Han, Hyunjin, Lee Know, Kim Woo-jin, I.N, Felix |
| 2018 | "Mixtape #5"                                   | Stray Kids                         | Clé: Levanter    | Yes      | Bang Chan, Changbin, Han, Hyunjin, Lee Know, I.N, Felix              | Yes     | Bang Chan, Changbin, Han, Hyunjin, Lee Know, I.N, Felix              |
| 2019 | "My Universe"                                  | Seungmin, I.N (feat. Changbin)     | In Life          | Yes      | Changbin, I.N, Woong Kim, Lee Gi                                     | Yes     | Woong Kim, Lee Gi                                                    |
| 2021 | "Piece"                                        | Changbin, Seungmin                 | SKZ2021          | Yes      | Changbin                                                             | Yes     | Bang Chan, Changbin                                                  |
| 2021 | "Gone Away"                                    | Han, Seungmin, I.N                 | Noeasy           | Yes      | Han, I.N                                                             | Yes     | Armadillo, Han, I.N, Gump                                            |
| 2021 | "Placebo"                                      | Stray Kids                         | SKZ2021          | Yes      | Bang Chan, Changbin, Han, Hyunjin, Lee Know, I.N, Felix              |         |                                                                      |
| 2021 | "Behind the Light" (그림자도 빛이 있어야 존재) | Stray Kids                         | SKZ2021          | Yes      | Bang Chan, Changbin, Han, Hyunjin, Lee Know, I.N, Felix              | Yes     | Bang Chan, Changbin, Han, Hyunjin, Lee Know, I.N, Felix              |
| 2021 | "For You"                                      | Stray Kids                         | SKZ2021          | Yes      | Bang Chan, Changbin, Han, Hyunjin, Lee Know, I.N, Felix              | Yes     | Bang Chan, Changbin, Han, Hyunjin, Lee Know, I.N, Felix              |
| 2021 | "Broken Compass"                               | Stray Kids                         | SKZ2021          | Yes      | Bang Chan, Changbin, Han, Hyunjin, Lee Know, I.N, Felix              | Yes     | Bang Chan, Changbin, Han, Hyunjin, Lee Know, I.N, Felix              |
| 2021 | "Hoodie Season"                                | Stray Kids                         | SKZ2021          | Yes      | Bang Chan, Changbin, Han, Hyunjin, Lee Know, I.N, Felix              | Yes     | Bang Chan, Changbin, Han, Hyunjin, Lee Know, I.N, Felix              |
| 2022 | "Waiting For Us"                               | Bang Chan, Lee Know, Seungmin, I.N | Oddinary         | Yes      | Bang Chan, Lee Know, I.N                                             | Yes     | Bang Chan, Lee Know, I.N, Nickko Young                               |
| 2022 | "Can't Stop"                                   | Seungmin, I.N                      | Maxident         | Yes      | I.N                                                                  | Yes     | I.N, Hong Ji-sang                                                    |
| 2022 | "Stars and Raindrops"                          | Seungmin                           | SKZ-Replay       | Yes      | Hong Ji-sang                                                         | Yes     | Hong Ji-sang                                                         |
| 2023 | "Novel"                                        | Stray Kids                         | The Sound        | Yes      | KM-Markit                                                            | Yes     | Bang Chan, Nickko Young                                              |
| 2023 | "Party's Not Over"                             | Stray Kids                         | Non-album single | Yes      | Changbin, Restart                                                    |         |                                                                      |
| 2023 | "Perfume"                                      | Seungmin                           | Não lançado      | Yes      | Restart                                                              | Yes     |                                                                      |

## Filmografia

### Shows de televisão
| Ano  | Título                | Papel       | Notas                               | Ref.   |
| ---- | --------------------- | ----------- | ----------------------------------- | ------ |
| 2023 | King of Masked Singer | Concorrente | Episódio 408-409 (11 e 18 de junho) | [ 30 ] |

### Como MC
| Ano  | Título            | Notas                                                              | Ref.   |
| ---- | ----------------- | ------------------------------------------------------------------ | ------ |
| 2018 | M Countdown       | 12 de abril de 2019 MC especial para Ep. 566                       |        |
| 2018 | After School Club | 24 de julho a 25 de dezembro de 2018 MC regular para Ep. 326 - 348 | [ 9 ]  |
| 2018 | M Countdown       | 23 de outubro de 2018 Equipe Global MC para Ep. 583                |        |
| 2019 | M Countdown       | 20 de junho de 2019 Equipe Global MC para Ep. 624                  |        |
| 2019 | We K-Pop          | 12 de julho a 11 de outubro de 2019 MC regular para Ep. 1 - 14     | [ 10 ] |
| 2022 | Weekly Idol       | 16 de março de 2022 MC especial para Ep. 553                       |        |
| 2022 | Show! Music Core  | 8 de outubro de 2022 MC especial para Ep. 782                      |        |
| 2024 | SONG by (송 바이) | Autoprojeto carregado no YouTube Anfitrião do Ep.0 – presente      |        |

### Programas de rádio
| Ano  | Título              | Papel                                         | Notas                                                             | Ref.   |
| ---- | ------------------- | --------------------------------------------- | ----------------------------------------------------------------- | ------ |
| 2020 | Day6 Kiss the Radio | Palestrante do "Challenge! SKZ" Monday Corner | 1 a 28 de dezembro de 2020 (toda segunda-feira)                   |        |
| 2021 | Day6 Kiss the Radio | Palestrante do "Challenge! SKZ" Monday Corner | 4 de janeiro a 4 de outubro de 2021 (todas as segundas-feiras)    |        |
| 2021 | Day6 Kiss the Radio | DJ                                            | 11 a 15 de outubro de 2021                                        | [ 31 ] |
| 2021 | BTOB Kiss the Radio | Palestrante do "Challenge! SKZ" Monday Corner | 8 de novembro a 27 de dezembro de 2021 (todas as segundas-feiras) |        |